# 漢斯·戴布流克

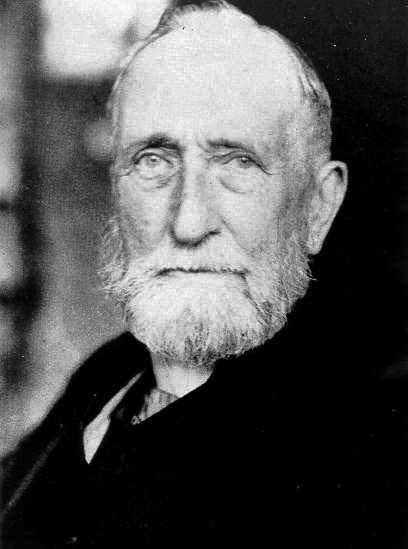
汉斯·德尔布吕克

漢斯‧戴布流克（德語：Hans Delbrück，1848年11月11日—1929年7月14日），德国軍事史家，生於呂根島的贝尔根，曾求學於海德堡與波恩等大學，1929年7月14日在柏林逝世。
其子馬克斯·德爾布呂克是知名科學家，曾獲1969年諾貝爾生理學或醫學獎。

## 經歷
戴布流克曾參與普法戰爭，並在戰後擔任德意志帝國皇室的王子教師達數年之久。1885年擔任柏林大學的現代史教授，並在1884年至1890年間成為德意志帝國議會的議員。在第一次世界大戰結束後曾參與巴黎和會中的德國代表團。

## 學術成就
戴布流克的著作主要關注在戰爭藝術史（the history of the art of war），他最具雄心的作品是包含四巨冊的《政治史框架之下的軍事史》（History of warfare in the framework of political history, 1920年第三版），其他著作如1887年的《波斯與勃艮第戰爭》（The Persian and Burgundian Wars）、1890年的《由腓特烈大帝的戰略描述伯里克里斯的戰略》（The Strategy of Pericles described through the Strategy of Frederick the Great）、1894年的《格拉芬奈塔特·格奈塞瑙元帥之生平》（Life of Marshall Grafen Neithardt von Gneisenau）。

## 研究方法
戴布流克是第一代的現代軍事史學者之一，以批判驗證古代文獻來作為他的研究方法，使用如人口統計學和經濟學等輔助學科來達成對不同時代的分析與比較，以之探究軍事機制的發展。

## 對古代的研究
戴布流克對古代戰爭的看法相當具有顛覆性。他證明典籍中古代軍隊的人數被過度膨脹，此一說法因而與大多數著作中的意見相左，戰役中的勝方通常人數要多於敗方。他給予在歷史上相當著名的一些戰役新的解釋，例如馬拉松（Marathon）、高加美拉（Gaugamela）、札馬（Zama）。他結論羅馬人之所以能遠勝蠻族，並非完全在於他們的紀律與優越的戰術，而更在他們的後勤補給。因而蠻族自然無法對抗他們。

## 對中古的研究
對於中古時期的戰爭，戴布流克的發現更具有爭議性，他區分騎士（knight，騎馬的戰士）與騎兵（cavalry，一群有組織的騎馬部隊），並且認為中古時期的戰士是一個個獨立的戰士，無法與其他人合作以組成一個有戰術意義的單位，此一論點為後世學者所質疑，著名的如費爾布魯根（Verbruggen）。

## 對近代的研究
當談到近代戰爭，戴布流克顯出他來自於克勞塞維茲的知識淵源。他並區分兩種在戰爭中可能的戰略：消耗與殲滅（相較於克勞塞維茲所謂的總體與有限戰爭），其抉擇則在於政治與經濟的限制，如同與軍隊的關連性。他應用此一分析工具總結腓特烈大帝的戰爭，在於普魯士人數量上的劣勢，故使他們執行消耗性的戰略。然而，令人失望的是，戴布流克對該時代的整體論述卻忽略了西班牙戰爭。

## 對現實的關注
戴布流克在第一次世界大戰期間極力抨擊德國的戰略，他認為最好的是在東線尋求勝利，在西線取得有限的目標並爭取和平即可。而這卻只是戴布流克所主張，軍事與政治策略應統合的普遍原則之一例。
戴布流克嘗試將軍事史置於一般史的架構之下，他將戰爭視作社會的一個文化特徵，順應發展並受經濟體制的影響。